# Església de Sant Pere Apòstol de Massanassa
L'Església parroquial de Sant Pere Apòstol és un edifici religiós situat a la plaça de l'Església al municipi de Massanassa. És Bé de Rellevància Local amb identificador nombre 46.16.165-001.